# Kiliwes

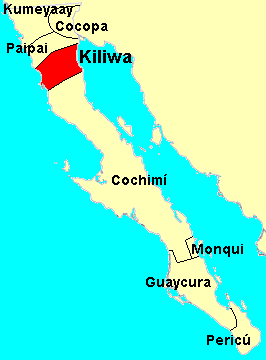
Kiliwa (Kiliwi)

Els kiliwes són un poble indígena de Mèxic que viu a l'estat de Baixa Califòrnia. S'hi diuen ko'lew, que en català significa "home caçador". Conviuen i habiten en regions similars als paipais, des de la costa a la serralada de Juárez. Les activitats agrícoles que practiquen, per tant, depenen de les condicions de la terra i dels recursos naturals de llurs respectives regions, i varien des del cultiu de blat de moro, blat i ordi a les fruites silvestres. També elaboren artesania tradicional, que venen, amb els cultius, als mercats de llurs localitats. Altres kiliwes participen de les activitats industrials dels pobles veïns.

## Llengua
La llengua kiliwa pertany a la família yumana, i està relacionada amb la llengua dels altres grups que s'han establert a l'estat de Baixa Califòrnia, com ara els paipais i els cotximís. El cens del 2000 va registrar 107 kiliwes, dels quals només 52 encara parlen la llengua kiliwa. La seva llengua també és coneguda com la llengua quinicua, quiniwa, kolew, kj'wash, koj wash o ko'jwaksh. Encara que el nombre de parlants és molt petit, la llengua rep protecció i reconeixement constitucional com a llengua nacional de Mèxic.

## Història
És molt poc el que se sap de l'època prehispànica dels pobles que, com els kiliwa, van habitar en la península de Baixa Califòrnia. S'han trobat algunes restes arqueològiques que permeten intuir que aprofitaven els recursos marins i l'escassa flora i fauna de la regió per a la seva subsistència. No obstant això, gens se sap amb certesa de la seva organització social o dels seus vincles amb altres pobles, com els oasisamericans o els mesoamericans.
Quan els conqueridors espanyols van arribar a Califòrnia i Nou Mèxic amb prou feines unes quantes línies van dedicar els seus cronistes al poble kiliwa, al que amb freqüència es va confondre amb els cotximís. Fins i tot, en la seva classificació de les llengües indígenes mexicanes, Manuel Orozco y Berra, a la meitat del segle xix no distingeix la llengua kiliwa. La campanya d'evangelització entre els kiliwa (i en realitat, entre els pobles californis, com els van cridar els espanyols) tampoc va tenir una gran profunditat. Els jesuïtes com Eusebio de Kino van fracassar, els franciscàs amb prou feines van deixar rastres de la seva presència en Baixa Califòrnia i els dominics amb prou feines van tocar tangencialment als kiliwa, des de les missions assentades en territori paipai com Santa Catarina.

## Koléew nñimáat:la terra dels kiliwa
Els kiliwa viuen al municipi d'Ensenada, a l'estat de Baixa Califòrnia. El seu territori ètnic comprenia els terrenys situats al nord del paral·lel 31°, i estava delimitat per diversos punts notables de la geomorfologia de la regió. Els seus veïns, pel nord, eren els cocopes, a qui els kiliwa donen el nom de coa pa'(i) ?ipá tu'lim. A l'orient, el seu territori tenia com a límit natural el  Ni'pai. Al ponent, es trobava el territori dels paipais i els waš-?lá (cotximís?). Al sud, els seus veïns eren els nñaki'pá(i) kawí'a i els ja'uigrepa (i) ?ipá tl'm. El territori ètnic dels kiliwa era anomenat per aquesta tribu Ko'lew nñimát, que en kiliwa significa La terra de la nostra gent o La nostra terra. El país dels kiliwa estava dividit en temps remots, en dotze seccions, que corresponien amb els llinatges, els grups domèstics i amb el territori mític atorgat per Meltí ?ipá jalá(o), la divinitat creadora de la mitologia del poble kiliwa.
Cap a principis del 555, a causa de pressions polítiques, els clans kiliwa es van concentrar en dues regions de Baixa Califòrnia. Aquestes van ser Arroyo Grande i Arroyo de León. A partir de l'any 1840, els clans que poblaven Arroyo Grande van començar a desplaçar-se cap a Arroyo de León, de manera que aquesta zona constitueix actualment la reducció territorial del poble kiliwa. De qualsevol manera, la possessió d'Arroyo de León per part dels kiliwa sempre ha resultat problemàtica, ja que les autoritats no reconeixen plenament la possessió de la comunitat indígena. En els anys de la migració des d'Arroyo Grande, alguns grups kiliwa es van negar a unir-se a aquelles comunitats que es localitzaven en el sud --i segons les fonts consultades, això va provocar greus trastorns socials--, i es van refugiar en la comunitat paipai de Santa Catarina, on van ser assimilats culturalment.
A la regió d'Arroyp de León, els kiliwa van establir diversos caserius de petites dimensions. La pressió ocasionada per la colonització del nord de Baixa Califòrnia ha ocasionat problemes entre la comunitat indígena, els mestissos i els interessos financers interessats a les terres qowa han fet un pacte de mort dins de la seva comunitat; aquest pacte declara que cap dona kiliwa portarà un sol fill més al món, acabant així amb el seu sofriment i extingint-se així per sempre.